# Нарфи (хоккейный клуб)
ХК «Нарфи Хрисейский» (исл. Ísknattleiksfélagið Narfi frá Hrísey или Narfi Ishokki) — бывший исландский клуб по хоккею с шайбой из посёлка Хрисей. Существовал в 1964—2008 годах. В чемпионате Исландии он играл 3 сезона и всегда завершал турнир последним (4-м). После худшего для клуба сезона (2007/08) был расформирован.

## История
Хоккейная команда «Нарфи» была основана в 1964 году в рыбачьем посёлке Хрисей. Названа была в честь скандинавского бога Нарфи. Команда состояла из игроков-любителей. В 2004 году клуб дебютировал в Исландской хоккейной лиге. Проведя три сезона, закончив все на последнем месте, «Нарфи» был расформирован.

## Результаты по сезонам
| Сезон   | И  | В | П  | Н | ПО | ГЗ | ГП  | О  | Место                            |
| 2007/08 | 18 | 0 | 18 | 0 | 0  | 26 | 250 | 0  | 4-е                              |
| 2005/06 | 18 | 1 | 15 | 0 | 1  | 38 | 129 | 4  | 4-е (проиграл матч за 3-е место) |
| 2004/05 | 18 | 4 | 12 | 2 | 0  | 78 | 137 | 10 | 4-е                              |